# Aglaojoppa rothneyi
Aglaojoppa rothneyi là một loài tò vò trong họ Ichneumonidae.